# Südmährisches Museum in Znaim

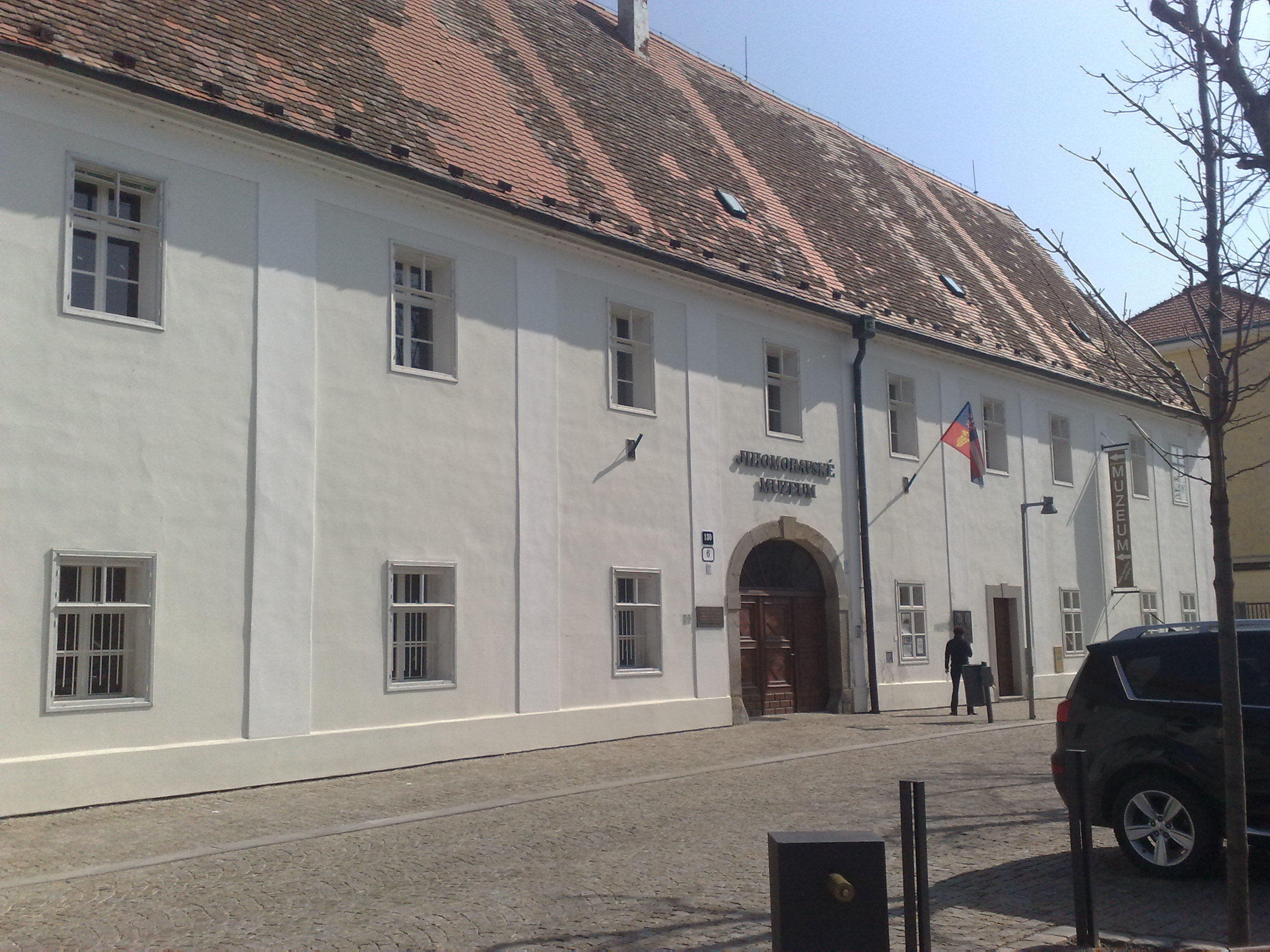
Gebäude des Südmährischen Museums in Znaim (ehemaliges Minoritenkloster)

Das Südmährische Museum in Znaim (tschech.: Jihomoravské muzeum ve Znojmě) ist ein Museum in der tschechischen Stadt Znojmo. Das Museum verfügt über einige Standorte in der Stadt selbst sowie in der Umgebung.

## Geschichte
Das 1878 gegründete Museum ist eines der ältesten Museen der Region und gilt als eine wichtige kulturelle, heimatkundliche und wissenschaftliche Einrichtung im südmährischen Raum.
Im Jahr 1910 wurden dem Museum durch Vermittlung des Kustos Anton Vrbka zwei Räume in der Znaimer Burg zur Verfügung gestellt, nachdem die so genannten Fisée’schen Fresken im Auftrag der Stadt aufgefrischt worden waren. 1922 wurden alle ebenerdigen Räumlichkeiten für museale Zwecke adaptiert, ab 1927 auch jene im 1. Stock.
1931 wurde das Museum in Südmährisches landschaftliches Museum umbenannt. Seit dem Zweiten Weltkrieg wurde das Museum weiter ausgebaut und zusätzliche Standorte eingerichtet.
An der Erweiterung der Sammlung trugen unter anderem Fürst Johann Fürst von Liechtenstein mit einer größeren Anzahl von Bildern, der Prälat und päpstliche Protonotar Max Mayer-Ahrdorff mit Holzplastiken, römischen Bilder, Kupferstichen und der Eiszeitsammlung Mährens sowie Hugo Lederer, Theodor Charlemont und Alexander Pock mit eigenen Arbeiten bei.

## Standorte
| Standort                        | Standort                                                | Beschreibung | Bild |
| ------------------------------- | ------------------------------------------------------- | --- | ---- |
| 48.855694444444 16.042455555556 | Znaimer Burg (Znojemský hrad)                           | In der Znaimer Burg werden unter anderem archäologische Funde, Objekte aus der Geschichte der Stadt und der Region Znaim ab dem Mittelalter, aber auch zeitgenössische Kunstwerke und Druckwerke aus der Klosterdruckerei im Kloster Louka präsentiert.                                                                               |      |
| 48.855561111111 16.0435         | Rotunde der Heiligen Katharina (Rotunda svate Kateřiny) | Die Rotunde der Heiligen Katharina auf dem Areal der Znaimer Burg wurde Mitte des 11. Jahrhunderts errichtet. Anlässlich eines 1134 erfolgten Umbaus wurde ein Freskenzyklus geschaffen, der die Přemysliden-Herrscher, biblische Motive und die Legende der Libuše darstellt.                                                        |      |
| 48.934094444444 15.715152777778 | Burg Cornštejn (Zřícenina hradu Cornštejn)              | Die Burg Cornštejn bei Bítov wurde ab 1342 errichtet und war seit ungefähr 1617 dem Verfall preisgegeben. Sie wird vom Südmährischen Museum in Znaim verwaltet. |      |
| 48.854169444444 16.050716666667 | Haus der Künste (Dům umění)                             | Das Haus der Künste auf dem Znaimer Hauptplatz (Masarykovo náměstí) ist der Ausstellungsort für Exponate alter Znaimer Kunst (Gemälde und Plastiken aus der Zeit der Gotik und des Barock) und der Numismatik. |      |
| 48.885647222222 16.0369         | Prokop Diviš-Denkmal (Památník Prokopa Diviše)          | Das Prokop-Diviš-Denkmal mit einem Modell der von ihm entwickelten „Wettermaschine“ (eine Art Blitzableiter) wurde 1936 nach einem Entwurf des Architekten Bohuslav Fuchs in Přímětice errichtet. |      |
| 48.8568 16.045127777778         | Minoritenkloster (Minoritský klášter)                   | Im ehemaligen Znaimer Minoritenkloster werden vor allem Exponate der Schmiedekunst, der Naturkunde (etwa Versteinerungen, das zwischen 1862 und 1915 angelegte „Obornys Herbarium“) und archäologische Fundstücke gezeigt. Im Kapitelsaal befindet sich eine von Max Mayer-Ahrdorff zusammengestellte Sammlung orientalischer Waffen. |      |